# Carnbeg
Carnbeg, auch Cainbeg, ist eine aufgegebene Ortschaft im Nordosten der schottischen Hebrideninsel Islay. Carnbeg befand sich etwa zwei Kilometer südwestlich von Port Askaig und 13 Kilometer nordöstlich von Bowmore, dem Hauptort der Insel. Die nächstgelegenen Ortschaften waren die jeweils etwa 600 m entfernten Ortschaften Keills und Kilslevan. Carnbeg war über einen Weg, der von der heutigen A846 bei Keills in südwestlicher Richtung an Loch Ballygrant vorbeiführt, an das Straßennetz der Insel angeschlossen. Bei der Volkszählung im Jahre 1841 lebten in Carnbeg noch 24 Personen. Zehn Jahre später war die Einwohnerzahl bereits auf 19 Personen gesunken. Heute sind auf dem Gebiet von Carnbeg nur noch die Grundmauern verschiedener Gebäude erhalten. Wann die Ortschaft genau aufgegeben wurde, ist nicht verzeichnet.

## Umgebung
In nordwestlicher Richtung befindet sich ein Souterrain, welcher erst 2007 entdeckt wurde. Die Anlage ist mit einer Länge von sechs Metern verhältnismäßig klein. Sie grenzt direkt an die Überreste einer Rundhütte an, welche 13,4 m durchmaß. Die Hütte ist Teil einer Gruppe von sechs Rundhütte in der Umgebung, die wahrscheinlich aus verschiedenen Bauzeiträumen stammen. Unweit einer in diesem Gebiet befindlichen ehemaligen Bleimine ist ein 69 cm × 64 cm × 44 cm messender Stein zu finden, in welchen zwei Vertiefungen eingearbeitet sind. Lokalen Berichten zufolge wurde dieser Stein als Taufstein genutzt.